# Лонг-Бейли, Ребекка
Ребе́кка Роза́нна Лонг-Бе́йли (англ. Rebecca Roseanne Long-Bailey, род. 22 сентября 1979 года) — британский политик-лейборист ирландского происхождения, член Палаты общин от парламентского избирательного округа Солфорд и Экклз с 2015 года. В 2015—2016 годах — теневой младший министр (в вестминстерской системе — министр) казначейства (финансов), в 2016—2017 годах — теневой старший секретарь казначейства, в 2017—2020 годах — теневой министр (в вестминстерской системе — государственный секретарь) по делам бизнеса, энергетики и промышленной стратегии, в 2020 году — теневой министр образования.

## Биография

### Ранние годы
Родилась 22 сентября 1979 года в районе Олд Траффорд города Стретфорд в семье солфордского докера (а впоследствии — служащего компании Shell в Бартоне и профсоюзного деятеля) Джимми Лонга. Окончила Честерскую католическую школу.
Работала в центрах обработки звонков, на мебельной фабрике и в качестве почтальона. Окончила Городской университет Манчестера, получила степень бакалавра искусств в области политических наук и социологии. Устроившись на работу помощника по административным вопросам в юридической фирме в Манчестере, взяла за обыкновение направляться по выходным в Честер для прохождения курсов юридической конверсии и курсов солиситоров.
В итоге получила место солиситора в адвокатской конторе Hill Dickinson (области специализации — контракты на закупку в сфере Национальной службы здравоохранения и рынок недвижимости).

### Избрание в парламент
Впоследствии Лонг-Бейли покинула Hill Dickinson с намерением продолжить юридическую карьеру в другом месте.
20 февраля 2014 года политик-лейборист Хейзел Блирс, представлявшая интересы жителей избирательного округа Солфорд и Экклз c 2010 года (а округа Солфорд — с 1997 по 2010 годы), объявила о том, покинет парламент после роспуска текущего созыва Палаты общин. После того, как Блирс поведала о своём намерении, в адрес Лонг-Бейли начали поступать предложения принять участие в выборах следующего парламентского кандидата от Лейбористской партии в округе Солфорд и Экклз. Это выдвижение было поддержано одним из крупнейших британских профсоюзов Unite the Union, а также рядом региональных политиков-лейбористов, в том числе мэром Солфорда Иэном Стюартом. Согласившись выставить свою кандидатуру, Лонг-Бейли приняла решение полностью сосредоточиться на политической деятельности.
2 августа 2014 года Лонг-Бейли была избрана членами местного отделения Лейбористской партии в качестве парламентского кандидата на следующих выборах.
Солфорд и Экклз представляет собой так называемое «безопасное (гарантированное) место» (англ. safe seat) для лейбористов. На парламентских выборах 2015 года Лонг-Бейли одержала победу в округе, получив 21.364 голоса (49,38 %), при этом её отрыв от второго места (иначе называемый «большинством») составил 12.541 голос.

### Деятельность в парламенте

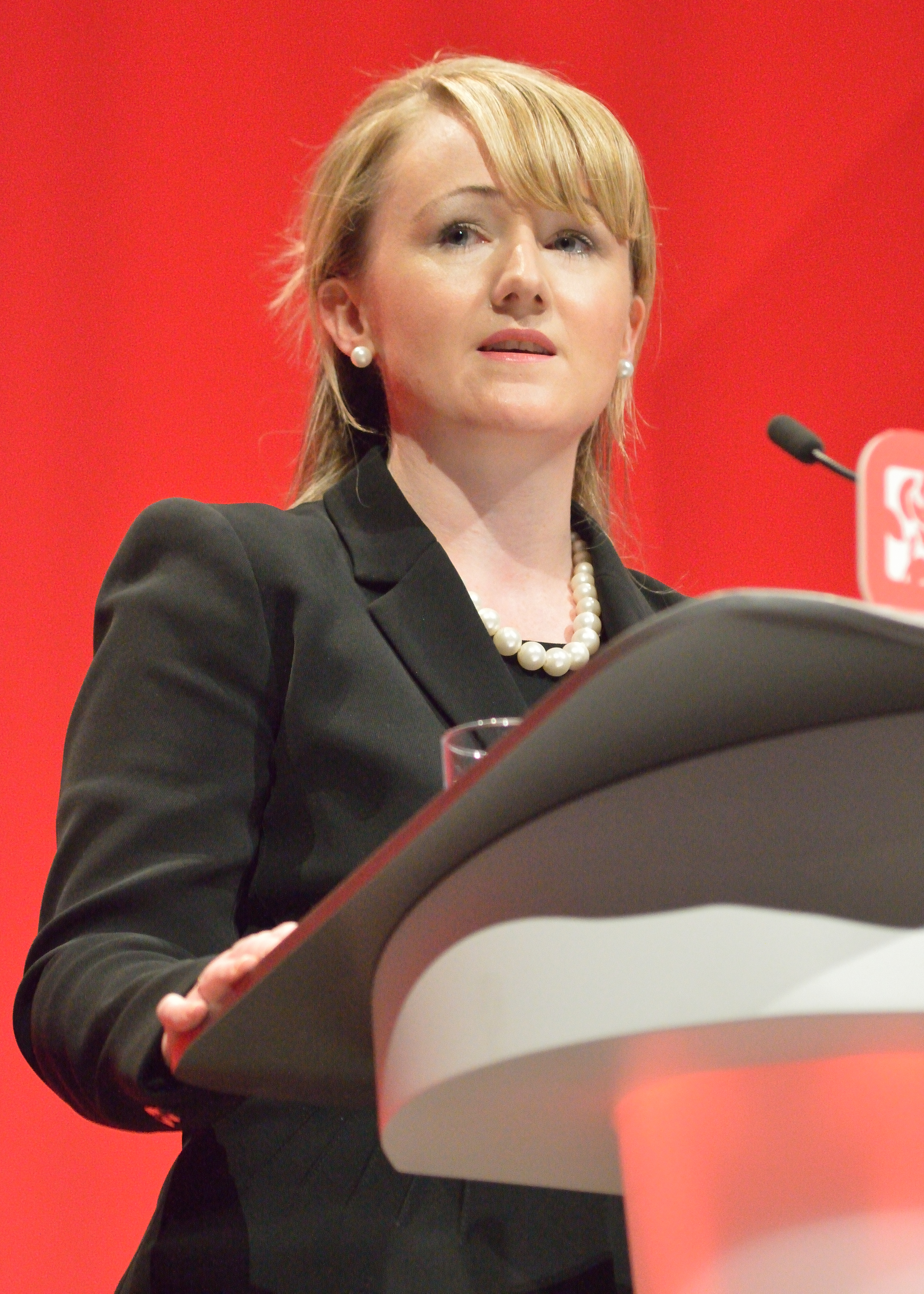
Лонг-Бейли на конференции Лейбористской партии в 2016 году

Лонг-Бейли является членом парламентской группы «Социалистическая кампания» (англ. Socialist Campaign Group), основанной Тони Бенном и объединяющей депутатов-лейбористов соответствующей ориентации.
В 2015 году Лонг-Бейли была одним из 36 парламентариев, поддержавших выдвижение кандидатуры Джереми Корбина на пост лидера Лейбористской партии.
18 сентября 2015 года была официально назначена на пост теневого младшего министра казначейства.
27 сентября 2015 года по инициативе Корбина заменила представителя умеренного крыла Хилари Бенна в составе Национального исполнительного комитета (англ. National Executive Council) Лейбористской партии.
27 июня 2016 года заняла пост теневого старшего секретаря казначейства взамен Симы Малхотры, которая подала в отставку в знак протеста против политики, проводимой лидером партии.
19 июля 2016 года Лонг-Бейли голосовала против правительственной программы модернизации подводных лодок Королевского военно-морского флота Великобритании, оснащённых ядерными баллистическими ракетами «Трайдент».
В феврале 2017 года поддержала правительственный акт, одобряющий приведение в действие статьи 50 Лиссабонского договора о порядке выхода страны из Европейского союза.
9 февраля 2017 года, в ходе очередных кадровых перестановок в теневом кабинете, заменила Клайва Льюиса на посту теневого министра по делам бизнеса, энергетики и промышленной стратегии.
По результатам парламентских выборов 2017 года была переизбрана в Палату общин, заручившись поддержкой 31.168 проголосовавших (65,45 %) и обеспечив себе большинство в 19.132	голоса.
5 июня 2019 года премьер-министр Тереза Мэй и Корбин не смогли принять участия в традиционной парламентской сессии вопросов премьер-министру (англ. Prime Minister's Questions), так как находились на торжествах, посвящённых годовщине высадки союзных войск в Нормандии. В отсутствие Мэй и Корбина место главы правительства занял канцлер герцогства Ланкастерского Дэвид Лидингтон, место лидера оппозиции — Лонг-Бейли, для которой это был первый опыт подобного рода (до этого Корбина обычно замещала Эмили Торнберри).
В ходе неудачных для лейбористов выборов 2019 года Лонг-Бейли была вновь избрана в парламент — на этот раз за неё проголосовало 28.755 человек (56,79 %), а отрыв от ближайшего преследователя составил 16.327 голосов.

## Результаты выборов с участием Лонг-Бейли

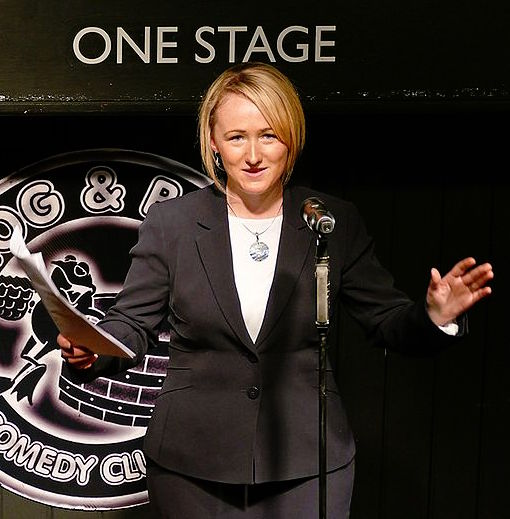
Лонг-Бейли в июне 2017 года

| Парламентские выборы 2015: Солфорд и Экклз (1 мандат) | Парламентские выборы 2015: Солфорд и Экклз (1 мандат) | Парламентские выборы 2015: Солфорд и Экклз (1 мандат) | Парламентские выборы 2015: Солфорд и Экклз (1 мандат) | Парламентские выборы 2015: Солфорд и Экклз (1 мандат) | Парламентские выборы 2015: Солфорд и Экклз (1 мандат) |
| Партия                                                | Партия                                                | Кандидат                                              | Голоса                                                | %                                                     | ±%                                                    |
| ----------------------------------------------------- | ----------------------------------------------------- | ----------------------------------------------------- | ----------------------------------------------------- | ----------------------------------------------------- | ----------------------------------------------------- |
|                                                       | Лейбористская                                         | Ребекка Лонг-Бейли                                    | 21.364                                                | 49,38                                                 | +9,28                                                 |
|                                                       | Консервативная                                        | Преподобный Грег Даунс                                | 8.823                                                 | 20,39                                                 | -0,06                                                 |
|                                                       | Партия независимости                                  | Пол Дойл                                              | 7.806                                                 | 18,04                                                 | +15,43                                                |
|                                                       | Зелёные                                               | Эмма Ван Дайк                                         | 2.251                                                 | 5,20                                                  |                                                       |
|                                                       | Либеральные демократы                                 | Чарли Бриггс                                          | 1.614                                                 | 3,73                                                  | -22,59                                                |
|                                                       | Партия «Мы — это реальность»                          | Марк «Без» Берри                                      | 703                                                   | 1,63                                                  |                                                       |
|                                                       | Профсоюзно-социалистическая коалиция                  | Норин Бейли                                           | 517                                                   | 1,20                                                  | -0,56                                                 |
|                                                       | Пиратская                                             | Сэм Кларк                                             | 183                                                   | 0,42                                                  |                                                       |
| Большинство                                           | Большинство                                           | Большинство                                           | 12.541                                                | 28,99                                                 | +15,21                                                |
| Явка                                                  | Явка                                                  | Явка                                                  | 43.261                                                | 58,23                                                 | +3,21                                                 |
|                                                       | Лейбористская (удержание)                             | Лейбористская (удержание)                             | Свинг                                                 | +4,67                                                 |                                                       |

| Парламентские выборы 2017: Солфорд и Экклз (1 мандат) | Парламентские выборы 2017: Солфорд и Экклз (1 мандат) | Парламентские выборы 2017: Солфорд и Экклз (1 мандат) | Парламентские выборы 2017: Солфорд и Экклз (1 мандат) | Парламентские выборы 2017: Солфорд и Экклз (1 мандат) | Парламентские выборы 2017: Солфорд и Экклз (1 мандат) |
| Партия                                                | Партия                                                | Кандидат                                              | Голоса                                                | %                                                     | ±%                                                    |
| ----------------------------------------------------- | ----------------------------------------------------- | ----------------------------------------------------- | ----------------------------------------------------- | ----------------------------------------------------- | ----------------------------------------------------- |
|                                                       | Лейбористская                                         | Ребекка Лонг-Бейли                                    | 31.168                                                | 65,45                                                 | +16,07                                                |
|                                                       | Консервативная                                        | Джейсон Шугармен                                      | 12.036                                                | 25,28                                                 | +4,89                                                 |
|                                                       | Партия независимости                                  | Кристофер Барнс                                       | 2.320                                                 | 4,87                                                  | -13,17                                                |
|                                                       | Либеральные демократы                                 | Чарли Бриггс                                          | 1.286                                                 | 2,70                                                  | -1,03                                                 |
|                                                       | Зелёные                                               | Венди Олсен                                           | 809                                                   | 1,70                                                  | -3,50                                                 |
| Большинство                                           | Большинство                                           | Большинство                                           | 19.132                                                | 40,17                                                 | +11,18                                                |
| Явка                                                  | Явка                                                  | Явка                                                  | 47.619                                                | 60,99                                                 | +2,76                                                 |
|                                                       | Лейбористская (удержание)                             | Лейбористская (удержание)                             | Свинг                                                 | +5,59                                                 |                                                       |

| Парламентские выборы 2019: Солфорд и Экклз (1 мандат) | Парламентские выборы 2019: Солфорд и Экклз (1 мандат) | Парламентские выборы 2019: Солфорд и Экклз (1 мандат) | Парламентские выборы 2019: Солфорд и Экклз (1 мандат) | Парламентские выборы 2019: Солфорд и Экклз (1 мандат) | Парламентские выборы 2019: Солфорд и Экклз (1 мандат) |
| Партия                                                | Партия                                                | Кандидат                                              | Голоса                                                | %                                                     | ±%                                                    |
| ----------------------------------------------------- | ----------------------------------------------------- | ----------------------------------------------------- | ----------------------------------------------------- | ----------------------------------------------------- | ----------------------------------------------------- |
|                                                       | Лейбористская                                         | Ребекка Лонг-Бейли                                    | 28.755                                                | 56,79                                                 | -8,66                                                 |
|                                                       | Консервативная                                        | Аттика Чаудхари                                       | 12.428                                                | 24,55                                                 | -0,73                                                 |
|                                                       | Партия брексита                                       | Мэтт Миклер                                           | 4.290                                                 | 8,47                                                  |                                                       |
|                                                       | Либеральные демократы                                 | Джейк Оверенд                                         | 3.099                                                 | 6,12                                                  | +3,42                                                 |
|                                                       | Зелёные                                               | Брайан Блирс                                          | 2.060                                                 | 4,07                                                  | +2,37                                                 |
| Большинство                                           | Большинство                                           | Большинство                                           | 16.327                                                | 32,24                                                 | -7,93                                                 |
| Явка                                                  | Явка                                                  | Явка                                                  | 50.632                                                | 61,59                                                 | +0,60                                                 |
|                                                       | Лейбористская (удержание)                             | Лейбористская (удержание)                             | Свинг                                                 | -3,97                                                 |                                                       |